# 앨라배마주 하원

앨라배마주 하원(Alabama State House of Representatives)은 앨라배마주 의회인 앨라배마 주의회의 하원이다. 하원은 동일한 수의 선거구를 대표하는 105명의 의원으로 구성되며, 각 선거구에는 최소 42,380명의 시민이 포함된다. 하원에는 임기 제한이 없다. 하원은 또한 4년마다 선출되는 미국의 5개 주의회 하원 중 하나이다. 미국 하원을 포함한 다른 하원은 2년 임기로 선출된다.
하원은 몽고메리 (앨라배마주)의 앨라배마주 의사당에서 회의를 개최한다.

## 같이 보기
- 앨라배마주 상원